# Пала (Пиньел)
Пала (порт. Pala) — район (фрегезия) в Португалии, входит в округ Гуарда. Является составной частью муниципалитета Пиньел. По старому административному делению входил в провинцию Бейра-Алта. Входит в экономико-статистический субрегион Бейра-Интериор-Норте, который входит в Центральный регион. Население составляет 629 человек на 2001 год. Занимает площадь 13,12 км².
Покровителем района считается Дивину-Сеньор-даш-Алмаш (порт. Divino Senhor das Almas).